# Cupowo
Cupowo – dawny zaścianek. Tereny, na których leżał, znajdują się obecnie na Białorusi, w obwodzie witebskim, w rejonie miorskim, w sielsowiecie Przebrodzie.
Dawniej używane nazwy – Cepowo, Cypowo.

## Historia
W czasach zaborów w powiecie dzisieńskim, w guberni wileńskiej Imperium Rosyjskiego.
W latach 1921–1945 zaścianek leżał w Polsce, w województwie wileńskim, w powiecie dziśnieńskim (od 1926 w powiecie brasławskim) w gminie Miory.
Według Powszechnego Spisu Ludności z 1921 roku zamieszkiwały tu 22 osoby, wszystkie były wyznania rzymskokatolickiego i zadeklarowały polską przynależność narodową. Były tu 3 budynki mieszkalne. W 1931 w 2 domach zamieszkiwało 11 osób.
Wierni należeli do parafii rzymskokatolickiej w Miorach. Miejscowość podlegała pod Sąd Grodzki w Drui i Okręgowy w Wilnie; właściwy urząd pocztowy mieścił się w Miorach.